# Τ̔
Cette page contient des caractères spéciaux ou non latins. S’ils s’affichent mal (▯, ?, etc.), consultez la page d’aide Unicode.
Le tau esprit dur, τ̔, est une lettre grecque additionnelle utilisée dans l’écriture du tsakonien par certains auteurs.

## Utilisation
Thanasis Costakis et d’autres auteurs utilisent le tau esprit dur ‹ π̔ › en tsakonien pour transcrire une consonne occlusive alvéolaire sourde aspirée [tʰ],.

## Représentations informatiques
Le tau esprit dur peut être représente avec les caractères Unicode suivants (grec et copte, diacritiques):
| formes    | représentations | chaînes de caractères | points de code | descriptions                                                       |
| --------- | --------------- | --------------------- | -------------- | ------------------------------------------------------------------ |
| capitale  | Τ̔               | Τ◌̔                    | U+03A4 U+0313  | lettre majuscule grecque tau diacritique virgule culbutée suscrite |
| minuscule | τ̔               | τ◌̔                    | U+03C4 U+0314  | lettre minuscule grecque tau diacritique virgule culbutée suscrite |